# Shichisei no Subaru
Shichisei no Subaru (七星のスバル lit. La Unión de los Siete Sentidos?), también conocida como Seven Senses of the Reunion, es una serie de novelas ligeras japonesas escrita e ilustrada por Noritake Tao. Shogakukan ha publicado ocho volúmenes desde agosto de 2015 bajo su sello Gagaga Bunko. Una adaptación de la serie de televisión de anime de Lerche se emitió de julio a septiembre de 2018.

## Sinopsis
En 2034, en el mundialmente popular MMORPG Union, hubo una vez un grupo importante de leyendas llamado Subaru, formado por seis amigos de la escuela primaria. Sin embargo, una vez que uno de sus miembros murió de un ataque cardíaco presuntamente provocado por morir en el juego, Union cerró el juego. Seis años después, se lanza un nuevo juego llamado Re'Union, con mecánicas similares, y cuando Haruto, uno de los miembros originales de Subaru, conoce a Asahi, su compañero que murió seis años antes, los miembros de Subaru se reúnen una vez más para descubrir el misterio. Detrás de eso.

## Personajes
Haruto Amō (天羽 陽翔 Amō Haruto?)
 Seiyū: Kengo Takanashi
Haruto es un luchador y fue el líder del gremio Subaru. Optimista durante su infancia, ha vivido una vida vacía después de la muerte de Asahi hace seis años. Su sentido es "Espíritu de lucha" (闘 気, Tōki) que le permite manipular el aura de ataque y defensa dentro de él.
Asahi Kuga (空閑 旭姫 Kuga Asahi?)
 Seiyū: Nichika Ōmori
Asahi es una integrante de la retaguardia de Subaru que siempre se ve con una sonrisa en su rostro. Kuga murió de insuficiencia cardíaca justo después de la muerte de su personaje en el juego, lo que llevó al cierre de Union. Su sentido es "Heart Play" (心 奏, Shinsō) que trabaja en las emociones y mentes de las personas.
Satsuki Usui (碓氷 咲月 Usui Satsuki?)
 Seiyū: Akari Kitō
Satsuki es una maga de Subaru que siente algo por Haruto y, a menudo, trata de transmitírselo, pero sus intentos pasan desapercibidos. Es una buena amiga de Asahi, pero estaba celosa de su estrecha asociación con Haruto. En el episodio 9, ella confiesa su afecto por él y le dice que tome una decisión para el momento del baile. Haruto apareció y se disculpó cuando se dio cuenta de que había elegido a Asahi y no estaba muy sorprendido.
Takanori Mikado (御門 貴法 Mikado Takanori?)
 Seiyū: Kaito Ishikawa
El sublíder de Subaru que siente algo por Asahi. Si bien Takanori es inteligente, como Haruto, ignoraba los afectos de su amiga Nozomi y se sorprendió de que nunca notó su comportamiento.

## Contenido de la obra

### Novela ligera
| Volúmenes de novelas ligeras publicadas | Volúmenes de novelas ligeras publicadas | Volúmenes de novelas ligeras publicadas |
| Número                                  | Fecha de lanzamiento                    | ISBN                                    |
| --------------------------------------- | --------------------------------------- | --------------------------------------- |
| 1                                       | 15 de agosto de 2015                    | ISBN 9784094515664                      |
| 2                                       | 15 de diciembre de 2015                 | ISBN 9784094515848                      |
| 3                                       | 18 de mayo de 2016                      | ISBN 9784094516098                      |
| 4                                       | 18 de octubre de 2016                   | ISBN 9784094516371                      |
| 5                                       | 17 de marzo de 2017                     | ISBN 9784094516630                      |
| 6                                       | 20 de septiembre de 2017                | ISBN 9784094516999                      |
| EX                                      | 19 de junio de 2018                     | ISBN 9784094517361                      |
| 7                                       | 19 de septiembre de 2018                | ISBN 9784094517514                      |

### Anime
Una adaptación de la serie de televisión de anime de Lerche se emitió del 6 de julio al 21 de septiembre de 2018 en TBA. El anime está dirigido por Yoshito Nishōji, con Takao Yoshioka a cargo de la composición de la serie y Yumiko Yamamoto como diseñador de personajes. El tema de apertura es "360°Hoshi no Orchestra" (360°星のオーケストラ, 360°Star Orchestra) de petit milady, y el tema final es" Starlight "de Erii Yamazaki. La serie duró 12 episodios.